# Aegomorphus brevicornis
Aegomorphus brevicornis es una especie de escarabajo longicornio del género Aegomorphus,  subfamilia Lamiinae. Fue descrita científicamente por Zajciw en 1964.
Se distribuye por América del Sur, en Argentina y Brasil. Mide 10-13 milímetros de longitud.